# 본 (영화 시리즈)
《본》(Bourne) 시리즈는 작가 로버트 러들럼이 창조한 기억 상실증에 시달리는 암살자 제이슨 본을 주역으로 한 액션 스릴러 첩보 영화 시리즈이다. 각본은 각각 러들럼의 소설을 3권을 원작으로 하고 있으며, 제이슨 본을 연기하는 것은 맷 데이먼이다. 《본 아이텐티티》 (2002)은 더그 라이먼, 《본 슈프리머시》 (2004), 《본 얼티메이텀》 (2007), 《제이슨 본》 (2016)은 폴 그린그래스, 《본 레거시》 (2012)은 토니 길로이까지 총 5편이 나왔으며 이 중에서 토니 길로이는 제이슨 본를 제외한 4개 작품에 모두 각본에 참여하였다.